# شارلوت ماكلويد
شارلوت ماكلويد (بالإنجليزية: Charlotte MacLeod)‏ (12 نوفمبر 1922، نيو برونزويك في كندا - 14 يناير 2005، لويستون في الولايات المتحدة)؛ كاتِبة مُتخصِّصة في أدب الأطفال وروائية أمريكية-كندية.

## روابط خارجية
- شارلوت ماكلويد على موقع ميوزك برينز (الإنجليزية)
- شارلوت ماكلويد على موقع إن إن دي بي (الإنجليزية)